# Vereniging van Poolse Elektriciens
De Vereniging van Poolse Elektriciens (Stowarzyszenie Elektryków Polskich, SEP) is een Poolse niet-gouvernementele organisatie die de gemeenschap van elektriciens van Poolse origine wereldwijd integreert. Dankzij haar open lidmaatschapformule verenigt zij zowel ingenieurs en technici, als jonge studenten (leerlingen van technische en beroepsscholen) in elektrotechniek in de ruimste zin.

## Activiteiten
SEP houdt zich voornamelijk bezig met onderwijsactiviteiten (opleidingscursussen voor de bediening van elektrische apparatuur). Zij is ook betrokken bij de conformiteitsbeoordeling van elektrische laagspanningsprodukten (sinds 1933), via haar kwaliteitsbureau, een bureau met nationale accreditaties en erkenning van de meest prestigieuze internationale en Europese organisaties. Zij onderhoudt ook uitgebreide internationale samenwerking onder de Engelse naam «Association of Polish Electrical Engineers». Zij is lid van de Nationale Federatie van Wetenschappelijke en Technische Verenigingen van Polen en van de Europese organisatie EUREL.

## Geschiedenis
Van 7 tot 9 juni 1919 werd een congres gehouden voor de oprichting van de Vereniging van Poolse Elektrotechnici. Professor Mieczysław Pożaryski werd tot eerste voorzitter gekozen. In 1928 fuseerde de organisatie met de Vereniging van Poolse Radio-ingenieurs, en in 1929 werd de naam veranderd in de huidige naam door een besluit van de raad van bestuur. In 1939 sloot de Vereniging van Poolse Telecommunicatie Ingenieurs zich aan bij de SEP.

## Voorzitters
- 1919–1928 – Mieczysław Pożaryski (eerste voorzitter van de SEP)
- 1928–1929 – Kazimierz Straszewski
- 1929–1930 – Zygmunt Okoniewski
- 1930–1931 – Kazimierz Straszewski
- 1931–1932 – Felicjan Karśnicki
- 1932–1933 – Tadeusz Czaplicki
- 1933–1934 – Alfons Kühn
- 1934–1935 – Jan Obrąpalski
- 1935–1936 – Alfons Kühn
- 1936–1937 – Janusz Groszkowski
- 1937–1938 – Alfons Hoffmann
- 1938–1939 – Kazimierz Szpotański
- 1939 – Antoni Krzyczkowski
- 1939–1946 – Kazimierz Szpotański
- 1946–1947 – Kazimierz Straszewski
- 1947–1949 – Włodzimierz Szumilin
- 1949–1950 – Stanisław Ignatowicz
- 1950–1951 – Tadeusz Żarnecki
- 1951–1952 – Jerzy Lando
- 1952–1959 – Kazimierz Kolbiński
- 1959–1961 – Tadeusz Kahl
- 1961–1981 – Tadeusz Dryzek
- 1981–1987 – Jacek Szpotański
- 1987–1990 – Bohdan Paszkowski
- 1990–1994 – Jacek Szpotański
- 1994–1998 – Cyprian Brudkowski
- 1998–2002 – Stanisław Bolkowski
- 2002–2006 – Stanisław Bolkowski
- 2006–2014 – Jerzy Barglik
- 2014–2022 – Piotr Szymczak[7]
- vanaf 2022 – Sławomir Cieślik

- International Standard Name Identifier: 0000 0000 8769 5407
- Library of Congress Control Number: n82125112
- Nationale Bibliotheek van Tsjechië: osa2017971844
- Système universitaire de documentation: 099131943
- Virtual International Authority File: 127293256